# Ембу
Ембу је народ у Кенији у Источној провинцији. Суседни народи су Кикују и Амеру. На подручје данашње Кеније Ембу су се доселили из басена реке Конго, истовремено када и Кукују и Амеру. Повод за миграције су били сукоби са европљанима ради ропства. Стигли су до обале Кеније где су наишли на исте проблеме са арапима. Коначно су се настанили на падинама планине Кенија. Један чувени поглавица Ембу је био Муруатету који је имао 16 жена и многобројну децу, што је знак богатства. Једно насеље и школа носе име по њему. Ембу су познати и као добри ратници. Иако ретко нападају друга племена, добри су у одбрани своје територије и становништва, у прошлости су се борили против Камби и Масаиа. Такође су учествовали у устанку Мау мау који је био пресудан у добијању независности Кеније 1963. године.